# Liste der Ferialverbindungen
Die Liste der Ferialverbindungen verzeichnet diejenigen Schülerverbindungen oder Studentenverbindungen, welche eine Ferialverbindung sind. Sie sind von den semestralen Korporationen zu differenzieren. Die meisten Ferialverbindungen sind verbandsfrei und nichtschlagend.

## Deutschland
Die Sortierung erfolgt nach dem Sitz und innerhalb des gleichen Sitzes nach Gründungsdatum.

### Aktive Verbindungen
|  |
|  |
|  |

|  |
|  |
|  |
|  |
|  |

|  |
|  |
|  |

|  |
|  |
|  |
|  |
|  |

|  |
|  |
|  |
|  |
|  |

|  |
|  |
|  |

|  |
|  |
|  |

|  |
|  |
|  |
|  |
|  |

|  |
|  |
|  |
|  |

|  |
|  |
|  |

|  |
|  |
|  |

|  |
|  |
|  |

|  |
|  |
|  |

|  |
|  |
|  |
|  |
|  |

|  |
|  |
|  |
|  |

|  |
|  |
|  |

|  |
|  |
|  |
|  |
|  |

f.f. = farbenführend, ansonsten farbentragend

### Suspendierte und erloschene Verbindungen
|  |
|  |
|  |

|  |
|  |
|  |

|  |
|  |
|  |

|  |
|  |
|  |

|  |
|  |
|  |

|  |
|  |
|  |

|  |
|  |
|  |

|  |
|  |
|  |

|  |
|  |
|  |

|  |
|  |
|  |

|  |
|  |
|  |

f.f. = farbenführend, ansonsten farbentragend

## Österreich
Die Sortierung erfolgt nach dem Sitz und innerhalb des gleichen Sitzes nach Gründungsdatum.

### Aktive Verbindungen
|  |
|  |
|  |

|  |
|  |
|  |

|  |
|  |
|  |

|  |
|  |
|  |
|  |
|  |

|  |
|  |
|  |

|  |
|  |
|  |

|  |
|  |
|  |

f.f. = farbenführend, ansonsten farbentragend

### Suspendierte und erloschene Verbindungen
|  |
|  |
|  |

|  |
|  |
|  |

|  |
|  |
|  |

|  |
|  |
|  |

|  |
|  |
|  |

|  |
|  |
|  |

|  |
|  |
|  |

|  |
|  |
|  |

|  |
|  |
|  |

|  |
|  |
|  |

|  |
|  |
|  |

|  |
|  |
|  |

|  |
|  |
|  |

|  |
|  |
|  |

|  |
|  |
|  |

|  |
|  |
|  |

|  |
|  |
|  |
|  |
|  |

|  |
|  |
|  |

|  |
|  |
|  |

|  |
|  |
|  |

|  |
|  |
|  |

f.f. = farbenführend, ansonsten farbentragend

## Weitere Länder
Die Sortierung erfolgt nach dem Sitz und innerhalb des gleichen Sitzes nach Gründungsdatum.

### Aktive Verbindungen

#### China
| Name              | Sitz               | Gründung      | Farben                            | Wappen | Zirkel | Fechtfrage | Mitglieder | Wahlspruch                              | Anmerkungen |
| ----------------- | ------------------ | ------------- | --------------------------------- | ------ | ------ | ---------- | ---------- | --------------------------------------- | --- |
| AFV Sino-Germania | Peking et Shanghai | 11. Sep. 2015 | \| \| \| \| \| \|rot-gold-schwarz |        |        |            | Männer     | stupor mundi (dt. das Staunen der Welt) | Sie ging aus einem 2014 ins Leben gerufenen Stammtisch von in Peking ansässigen Farbenstudenten hervor. Die Verbindung ist überkonfessionell und die Mitgliedschaft steht auch chinesischen Studenten offen. Die Mitglieder sind angehalten sich im deutsch-chinesischen Austausch zu engagieren. So engagieren sich mehrere Mitglieder in Aachen in der Chinese-German Society und helfen im VCWSA (Verein Chinesischer Wissenschaftler und Studenten Aachen) aus. Es finden regelmäßig Kneipen und Veranstaltungen in China und Deutschland statt. |
|                   |                    |               |                                   |        |        |            |            |                                         | |
|                   |                    |               |                                   |        |        |            |            |                                         | |
|                   |                    |               |                                   |        |        |            |            |                                         | |

### Suspendierte und erloschene Verbindungen

#### Afghanistan
| Name                  | Sitz  | Gründung      | Farben                                         | Wappen | Zirkel | Fechtfrage    | Mitglieder | Wahlspruch          | Anmerkungen |
| --------------------- | ----- | ------------- | ---------------------------------------------- | ------ | ------ | ------------- | ---------- | ------------------- | --- |
| Ferial Corps Afghania | Kabul | 19. Juni 2013 | \| \| \| \| \| \| \| \| \| \| schwarz-rot-grün |        |        | freischlagend | Männer     | Nicht für jedermann | Mitglieder rekrutierten sich aus dem Militär und zivilen Einsatzkräften, derzeit in Afghanistan nicht aktiv; Aufnahmevoraussetzung: mindestens 2 Partien |
|                       |       |               |                                                |        |        |               |            |                     | |
|                       |       |               |                                                |        |        |               |            |                     | |
|                       |       |               |                                                |        |        |               |            |                     | |
|                       |       |               |                                                |        |        |               |            |                     | |
|                       |       |               |                                                |        |        |               |            |                     | |

#### Bosnien und Herzegowina
| Name                                                      | Sitz      | Gründung | Farben                         | Wappen | Zirkel | Fechtfrage    | Mitglieder | Wahlspruch | Anmerkungen |
| --------------------------------------------------------- | --------- | -------- | ------------------------------ | ------ | ------ | ------------- | ---------- | ---------- | --- |
| Allgemeine Militärische Korporation (AMK) Illyria Prizren | Suva Reka | 2002     | \| \| \| \| \| \|blau-rot-grün |        |        | freischlagend | Männer     |            | suspendiert; Gegründet durch Korporierte, die als Angehörige des deutschen SFOR-Kontingentes in Mostar stationiert waren (je ein Burschenschafter, Corpsstudent, Landsmannschafter, Wingolfit und Pennalstudent); In den vier Feldern des Wappens sind zu sehen: Das Emblem der Division Salamandre, gekreuzte Waffen, Farben und Zirkel und die alte historische Brücke über die Neretva. |
|                                                           |           |          |                                |        |        |               |            |            | |
|                                                           |           |          |                                |        |        |               |            |            | |
|                                                           |           |          |                                |        |        |               |            |            | |

#### Großbritannien
| Name                                   | Sitz   | Gründung | Farben                                            | Wappen | Zirkel | Fechtfrage    | Mitglieder | Wahlspruch | Anmerkungen |
| -------------------------------------- | ------ | -------- | ------------------------------------------------- | ------ | ------ | ------------- | ---------- | ---------- | --- |
| Corpsstudenten-Verband Scotto-Germania | London | 1975     | \| \| \| \| \| \|blau-weiß-schwarz (Feldschnalle) |        |        | freischlagend | Männer     |            | suspendiert; von Ian Lilburn gegründet. Nach seinem Tod im Oktober 2013 aufgelöst. Die Tradition wird in Bonn fortgeführt. |
|                                        |        |          |                                                   |        |        |               |            |            | |
|                                        |        |          |                                                   |        |        |               |            |            | |
|                                        |        |          |                                                   |        |        |               |            |            | |

#### Lichtenstein
| Name                                                | Sitz   | Gründung | Farben                                      | Wappen | Zirkel | Fechtfrage     | Mitglieder | Wahlspruch                      | Anmerkungen |
| --------------------------------------------------- | ------ | -------- | ------------------------------------------- | ------ | ------ | -------------- | ---------- | ------------------------------- | --- |
| Liechtensteinische Akademische Verbindung Rheinmark | Schaan | 1925     | \| \| \| \| \| \| \| \| \| \| blau-gold-rot |        |        | nichtschlagend | Männer     | Für die Heimat, für den Freund! | als Ferialverbindung gegründet; wurde sie nach Anerkennung in 1992 der späteren Universität Liechtenstein zu einer semestralen Studentenverbindung; als solche ist sie auch noch heute aktiv (Stand: 2024) |
|                                                     |        |          |                                             |        |        |                |            |                                 | |
|                                                     |        |          |                                             |        |        |                |            |                                 | |
|                                                     |        |          |                                             |        |        |                |            |                                 | |
|                                                     |        |          |                                             |        |        |                |            |                                 | |
|                                                     |        |          |                                             |        |        |                |            |                                 | |

#### Russland
| Name        | Sitz   | Gründung | Farben                                                   | Wappen | Zirkel | Fechtfrage | Mitglieder | Wahlspruch | Anmerkungen |
| ----------- | ------ | -------- | -------------------------------------------------------- | ------ | ------ | ---------- | ---------- | ---------- | --- |
| AV Moscovia | Moskau | 2008     | \| \| \| \| \| \| schwarz-rot-gold (Kokarde bzw. Zipfel) |        |        |            | Männer     |            | suspendiert; Ferialkreis, der aus einem 2003 ins Leben gerufenen Stammtisch von Farbenstudenten hervorgegangen ist. Die Moscovia versteht sich als überkonfessionell und steht deutschsprachigen und farbentragenden Mitgliedern aller Bünde und Verbände offen, die sich regelmäßig oder dauerhaft in der russischen Hauptstadt aufhalten. |
|             |        |          |                                                          |        |        |            |            |            | |
|             |        |          |                                                          |        |        |            |            |            | |
|             |        |          |                                                          |        |        |            |            |            | |

#### Tschechien
|  |
|  |
|  |

|  |
|  |
|  |

|  |
|  |
|  |

|  |
|  |
|  |

|  |
|  |
|  |

|  |
|  |
|  |

|  |
|  |
|  |

|  |
|  |
|  |

|  |
|  |
|  |

|  |
|  |
|  |

|  |
|  |
|  |

|  |
|  |
|  |
|  |
|  |

|  |
|  |
|  |

|  |
|  |
|  |

|  |
|  |
|  |

|  |
|  |
|  |

|  |
|  |
|  |

|  |
|  |
|  |
|  |
|  |

|  |
|  |
|  |

|  |
|  |
|  |

|  |
|  |
|  |

|  |
|  |
|  |

|  |
|  |
|  |

|  |
|  |
|  |

|  |
|  |
|  |

|  |
|  |
|  |

|  |
|  |
|  |

|  |
|  |
|  |

|  |
|  |
|  |

|  |
|  |
|  |

|  |
|  |
|  |

|  |
|  |
|  |

|  |
|  |
|  |

|  |
|  |
|  |

|  |
|  |
|  |

|  |
|  |
|  |
|  |
|  |

|  |
|  |
|  |

|  |
|  |
|  |

|  |
|  |
|  |
|  |
|  |

|  |
|  |
|  |

|  |
|  |
|  |

|  |
|  |
|  |

|  |
|  |
|  |

|  |
|  |
|  |

#### Italien
| Name                                           | Sitz                | Gründung     | Farben                           | Wappen | Zirkel | Fechtfrage | Mitglieder | Wahlspruch                     | Anmerkungen                    |
| ---------------------------------------------- | ------------------- | ------------ | -------------------------------- | ------ | ------ | ---------- | ---------- | ------------------------------ | ------------------------------ |
| Ferialverbindung Vinalia                       | Neumarkt (Südtirol) | 2000         |                                  |        |        |            | Männer     |                                |                                |
| Akademisch-technische Ferialverbindung Illyria | Triest              | 6. Apr. 1898 | \| \| \| \| \| \| braun-rot-gold |        |        |            | Männer     | Deutscher Wall gen Wogenprall! |                                |
| Slowenischer akademischer Ferienverein Balkan  | Triest              | vor 1909     |                                  |        |        |            | Männer     |                                | slowenische Ferialverbindungen |
|                                                |                     |              |                                  |        |        |            |            |                                |                                |
|                                                |                     |              |                                  |        |        |            |            |                                |                                |
|                                                |                     |              |                                  |        |        |            |            |                                |                                |

#### Polen
|  |
|  |
|  |

|  |
|  |
|  |

|  |
|  |
|  |

|  |
|  |
|  |

|  |
|  |
|  |

#### Rumänien
|  |
|  |
|  |

|  |
|  |
|  |

#### Slowenien
|  |
|  |
|  |

|  |
|  |
|  |

#### Slowakei
| Name                                             | Sitz      | Gründung | Farben | Wappen | Zirkel | Fechtfrage | Mitglieder | Wahlspruch | Anmerkungen |
| ------------------------------------------------ | --------- | -------- | ------ | ------ | ------ | ---------- | ---------- | ---------- | ----------- |
| Deutsche akademische Ferialverbindung Markomania | Pressburg |          |        |        |        |            | Männer     |            |             |

#### Zypern
| Name                         | Sitz   | Gründung      | Farben                          | Wappen | Zirkel | Fechtfrage     | Mitglieder | Wahlspruch                | Anmerkungen |
| ---------------------------- | ------ | ------------- | ------------------------------- | ------ | ------ | -------------- | ---------- | ------------------------- | --- |
| Ferialverbindung Pax Capriae | Zypern | 13. Sep. 1994 | \| \| \| \| \| \|blau-weiß-blau |        |        | nichtschlagend | Männer     | Mit Herz, Hirn und Humor! | suspendiert; hellblaue Mütze; gegründet nach dem Vorbild der Golania von Mitgliedern des MKV und ÖCV, die als Angehörige der Bundesheeres im Auftrag der UNO an der Grenze zwischen dem türkischen Nordzypern und der Republik Zypern Dienst Versahen. 2003 wurde die Verbindung bereits aufgelöst. |
|                              |        |               |                                 |        |        |                |            |                           | |
|                              |        |               |                                 |        |        |                |            |                           | |
|                              |        |               |                                 |        |        |                |            |                           | |

#### Keinem Land klar zuordenbar
| Name                                                        | Sitz       | Gründung | Farben | Wappen | Zirkel | Fechtfrage | Mitglieder | Wahlspruch | Anmerkungen               |
| ----------------------------------------------------------- | ---------- | -------- | ------ | ------ | ------ | ---------- | ---------- | ---------- | ------------------------- |
| Deutschvölkische Ferialverbindung Herulia                   |            | 1919     |        |        |        |            | Männer     |            |                           |
| Ferienverbindung Helmholtz                                  |            |          |        |        |        |            | Männer     |            |                           |
| Jüdisch-nationale akademische Ferialverbindung Awiwia       | Buchenland |          |        |        |        |            | Männer     |            | Jüdische Ferialverbindung |
| Akademische Ferialverbindung jüdischer Hochschüler Laetitie | Mähren     |          |        |        |        |            | Männer     |            | Jüdische Ferialverbindung |